# Luxiaria grisea
Luxiaria grisea là một loài bướm đêm trong họ Geometridae.